# Garland (Tennessee)
Garland és una població dels Estats Units a l'estat de Tennessee. Segons el cens del 2000 tenia 309 habitants.

## Demografia
Segons el cens del 2000, Garland tenia 309 habitants, 120 habitatges, i 95 famílies. La densitat de població era de 213 habitants/km².
Dels 120 habitatges en un 32,5% hi vivien nens de menys de 18 anys, en un 60,8% hi vivien parelles casades, en un 15,8% dones solteres, i en un 20,8% no eren unitats familiars. En el 20% dels habitatges hi vivien persones soles el 10% de les quals corresponia a persones de 65 anys o més que vivien soles. El nombre mitjà de persones vivint en cada habitatge era de 2,58 i el nombre mitjà de persones que vivien en cada família era de 2,94.
Per edats la població es repartia de la següent manera: un 24,9% tenia menys de 18 anys, un 8,7% entre 18 i 24, un 29,1% entre 25 i 44, un 21% de 45 a 60 i un 16,2% 65 anys o més.
L'edat mediana era de 37 anys. Per cada 100 dones de 18 o més anys hi havia 91,7 homes.
La renda mediana per habitatge era de 47.083 $ i la renda mediana per família de 49.063 $. Els homes tenien una renda mediana de 32.917 $ mentre que les dones 23.173 $. La renda per capita de la població era de 17.069 $. Entorn del 5,4% de les famílies i el 9,4% de la població estaven per davall del llindar de pobresa.

## Poblacions més properes
El següent diagrama mostra les poblacions més properes.